# Physalis queretaroensis
Physalis queretaroensis là loài thực vật có hoa trong họ Cà. Loài này được M. Martínez & L. Hern. miêu tả khoa học đầu tiên năm 1999.